# Resolució 2158 del Consell de Seguretat de les Nacions Unides
La Resolució 2158 del Consell de Seguretat de les Nacions Unides fou adoptada per unanimitat el 27 de maig de 2014. El Consell a ampliar el mandat de la Missió d'Assistència de les Nacions Unides a Somàlia (UNSOM), establerta fa un any per la Resolució 2102. La UNSOM ha de treballar conjuntament tant amb l'AMISOM com amb l'Oficina de les Nacions Unides de Suport a AMISOM (UNSOA).

## Detalls
El Consell assenyala la necessitat urgent d'un sistema federal per a Somàlia, amb la introducció d'una constitució federal i la preparació d'eleccions per 2016. Alhora mostrava preocupació per les tensions a Baidoa i la possible confrontació entre Puntland i Somaliland.
El mandat de la UNSOM es va ampliar per dotze mesos. Alhora, va condemnar durament els atacs terroristes d'Al-Xabab a la regió de Mogadiscio. També li causava preocupació la situació humanitària al país, on 2,9 milions de persones necessitaven assistència d'emergència.